# Store Havsjön, Västergötland
Store Havsjön är en sjö i Tidaholms kommun i Västergötland och ingår i Göta älvs huvudavrinningsområde. Sjön har en area på 0,21 kvadratkilometer och ligger 243,1 meter över havet.

## Delavrinningsområde
Store Havsjön ingår i det delavrinningsområde (644634-139708) som SMHI kallar för Mynnar i Yan. Medelhöjden är 217 meter över havet och ytan är 14,09 kvadratkilometer. Det finns inga delavrinningsområden uppströms utan avrinningsområdet är högsta punkten. Vattendraget som avvattnar avrinningsområdet har biflödesordning 4, vilket innebär att vattnet flödar genom totalt 4 vattendrag innan det når havet efter 314 kilometer. Delavrinningsområdet består mestadels av skog (59 %), öppen mark (10 %) och jordbruk (25 %). Avrinningsområdet har 0,32 kvadratkilometer vattenytor vilket ger det en sjöprocent på 2,2 %.